# Otites bacescui
Otites bacescui är en tvåvingeart som beskrevs av Gheorghiu 1988. Otites bacescui ingår i släktet Otites och familjen fläckflugor.
Artens utbredningsområde är Rumänien. Inga underarter finns listade i Catalogue of Life.